# 调兵山街道
调兵山街道，是中华人民共和国辽宁省铁岭市调兵山市下辖的一个乡镇级行政单位。

## 行政区划
调兵山街道下辖以下地区：
晨光社区、红房社区、电厂社区、大隆社区、曙光社区、溯源社区、调兵山村、东调村和尚三家子村。